# Aedoeus geniculatus
Aedoeus geniculatus là một loài bọ cánh cứng trong họ Cerambycidae.